# Stigmaria

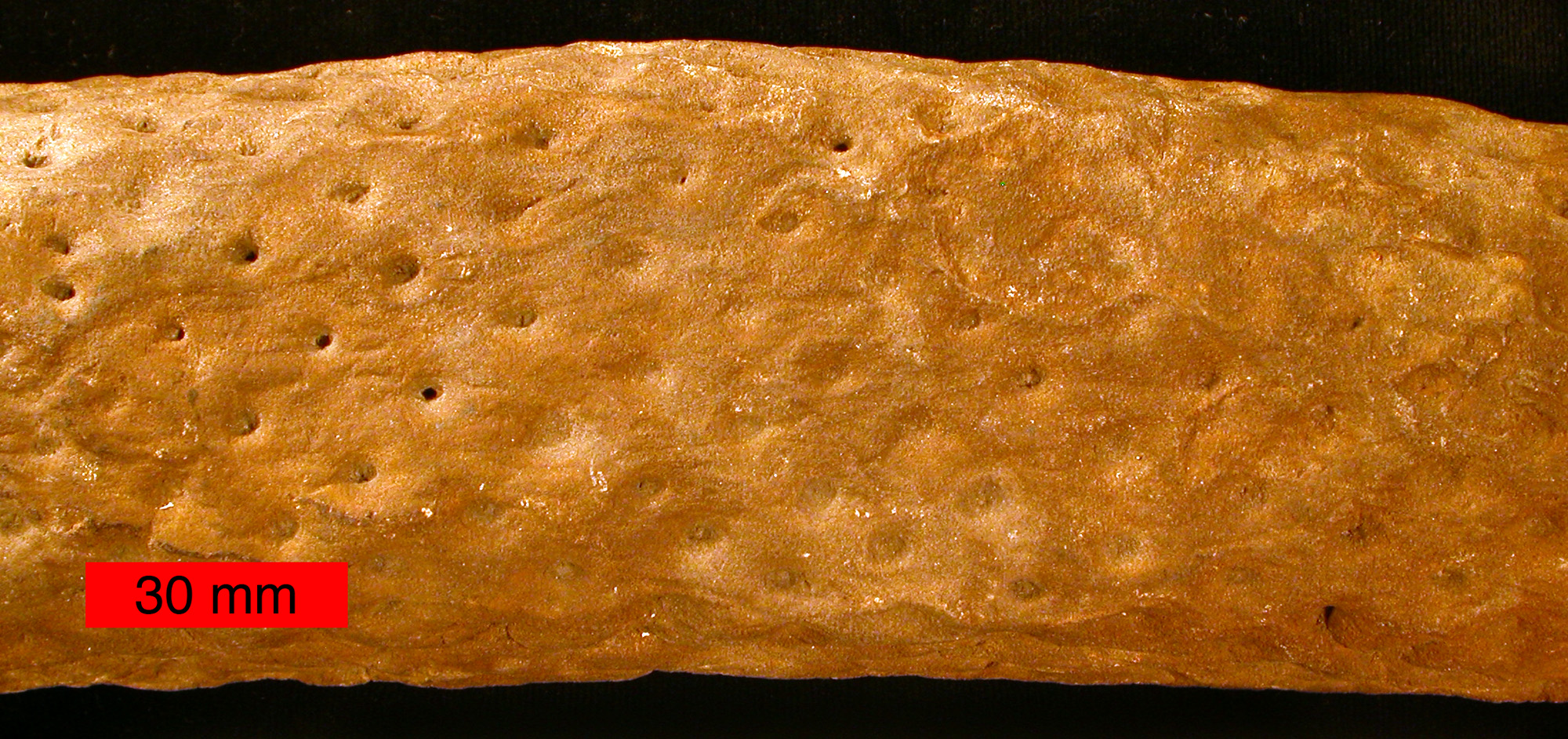

Stigmaria – dychotomicznie rozgałęziające się systemy korzeniowe kopalnych widłaków o pokrojach drzewiastych z rodzaju Lepidodendron i Sigillaria, tworzące szerokie podstawy utrzymujące w pionie rośliny na terenie bagiennym. Stigmarie najczęściej występują w postaci niewielkich spłaszczonych fragmentów i charakteryzują się skośnie położonymi owalnymi bliznami po korzeniach przybyszowych – apendyksach. Nagromadzenia stigmarii w położeniu przyżyciowym tworzą poziomy gleb kopalnych, zwanych ziemią (glebą) stigmariową, o lokalnym znaczeniu stratygraficznym. 
Odsłonięciem skał karbońskich ze stigmariami jest "skamieniały las" – Fossil Grove w Glasgow (Szkocja).